# St. Alban's Church
S:t Albans kyrka, lokalt kallad Den engelske kirke, är en anglikansk kyrkobyggnad i Köpenhamn. Kyrkan är byggd i engelsk gotisk stil och ligger i Churchillparken i centrala Köpenhamn. Kyrkan är uppkallad efter Sankt Alban, som var Englands första martyr. Han var född år 304 efter kristus. Kyrkan är ritad av den engelske arkitekten Arthur William Blomfield.

## Historia
Under 1800-talet började Storbritannien och Danmark närma sig varandra, bland annat genom att den dåvarande Edvard, prins av Wales, gifte sig med prinsessan Alexandra av Danmark. Runt 20 år tidigare, 1849, stiftades lagen om religionsfrihet i Danmark. De två länderna ville bygga en kyrka i Köpenhamn, och år 1885 lade prinsessan grundstenen. Bygget stod klart 1887 och kyrkan konsekrerades den 17 september samma år. Kyrkan fick elektrisk belysning år 1928 och vintern 1932–1933 försågs den med värmesystem. År 1982 genomgick kyrkan en restaurering, lagom till 100-års-jubileet.

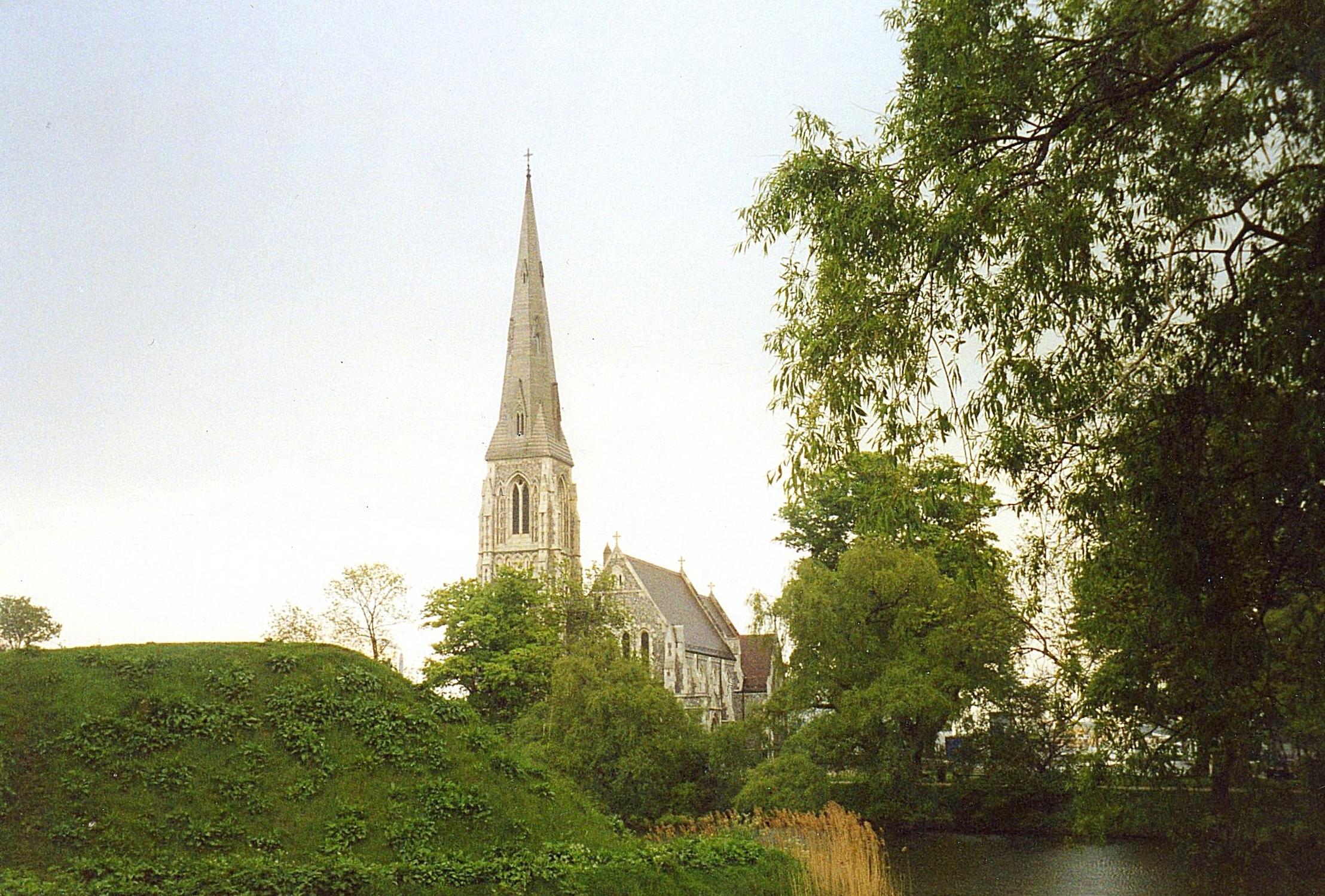
Kyrkan, sedd från väst.